# Estienne
Estienne je priimek več oseb:
- Henri Estienne, francoski tiskar in klasični učenjak
- Jean-Baptiste Eugène Estienne, francoski general
- Robert Estienne, francoski tiskar in klasični učenjak